# Centro Correccional del Condado de Willacy
El Centro Correccional del Condado de Willacy (en inglés: Willacy County Correctional Center) era una cárcel privada para inmigrantes ilegales en el Condado de Willacy, Texas, cerca de Raymondville. El Management and Training Corporation gestionaba la cárcel. Tenía 2.834 prisioneros.
Un motín ocurrido en 2015 debido a la atención de la salud, y el fiscal declaró la cárcel inhabitable. Los prisioneros fueron trasladados a otras prisiones.